# Dic-dic de Günther
El dic-dic de Günther (Madoqua guentheri) és un petit antílop que viu a l'Àfrica oriental. Els adults pesen fins a 3-5 kg. El color del seu pelatge va del gris groguenc al marró vermellós. Té una cua curta (3-5 cm), com també ho són les banyes (9,8 cm).